# Denys Lasdun

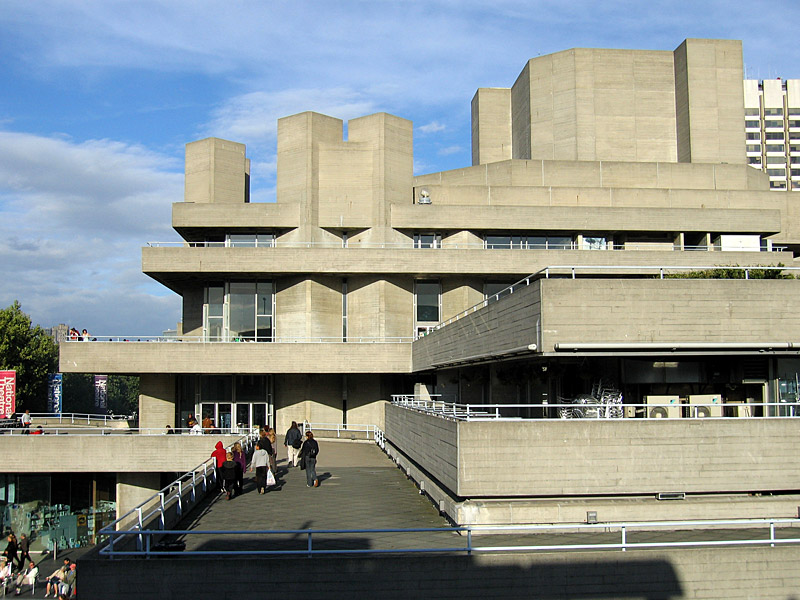
Der von Denys Lasdun erbaute Komplex des Royal National Theatre in London (1967–1976)

Sir Denys Lasdun CH CBE RA (* 8. September 1914 in London; † 11. Januar 2001 ebenda) war ein britischer Architekt. Er gehörte zu den wichtigsten Vertretern der britischen Nachkriegsmoderne. Sein bekanntester Bau ist das Royal National Theatre in London.

## Leben
Lasdun besuchte die Rugby School und die Architectural Association School of Architecture. Bereits während seines Studiums in den frühen 1930er-Jahren schloss er sich der Modern Architectural Research Group (MARS) an, die sich zum Ziel gesetzt hatte, die Architektur der Moderne in Großbritannien zu verankern. Später nahm er auch an Treffen des Congrès International d’Architecture Moderne teil. Er bekräftigte seine Bindung an die Gruppe modernistischer Architekten, als er in das Architekturbüro von Wells Coates eintrat, einem der bekanntesten Vertreter der MARS-Gruppe.
Lasduns erstes selbstständiges Projekt war 1937 der Entwurf eines Privathauses im Londoner Stadtteil Paddington, das den frühen Einfluss Le Corbusiers auf sein Werk zeigt. Der Architekturhistoriker Joseph Rykwert beschreibt es als „eines der schönsten modernen Häuser in Großbritannien“. 1938 schloss Lasdun sich der Architektengruppe Tecton an, die von Berthold Lubetkin geprägt war, der besonders an Stahlbetonbau interessiert war.

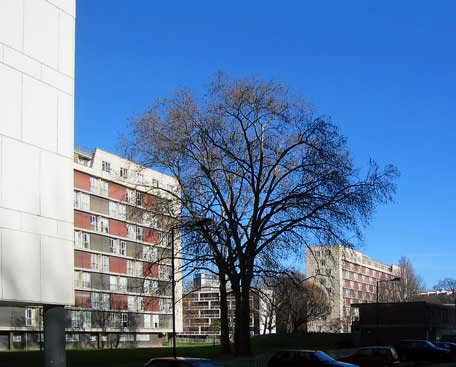
Hallfield Housing Estate in Paddington, erbaut 1951–1958

Der Zweite Weltkrieg unterbrach ab 1939 Lasduns Architektenkarriere für sechs Jahre; er diente in dieser Zeit bei den Royal Engineers. Anschließend arbeitete er wieder mit der Tecton-Gruppe zusammen, die den Auftrag bekommen hatte, das Hallfield Housing Estate zu entwickeln, ein Großprojekt des sozialen Wohnungsbaus in Paddington. Die Gruppe löste sich allerdings auf, bevor die Verwirklichung 1951 begann, und es war schließlich Lasdun, der zusammen mit Lindsay Drake verantwortlich zeichnete. Außerdem baute Lasdun in dieser Zeit in Paddington auch eine Schule. Mit Drake und anderen Architekten ging er eine Partnerschaft ein.
Ein weiteres Projekt der 1950er-Jahre war das Keeling House im Londoner Stadtteil Bethnal Green, erbaut 1952–1955. Hier zeigte sich erstmals eine begrenzte Abkehr Lasduns von Prinzipien des Internationalen Stils und der Plattenbauweise, indem er das Hochhaus in mehrere Flügel auffächerte, Maisonettewohnungen schuf und diesen offene Galerien voransetzte. Einen letzten größeren Wohnbau schuf er 1958 mit einem Komplex von Luxusapartments am St. James’s Park in London.

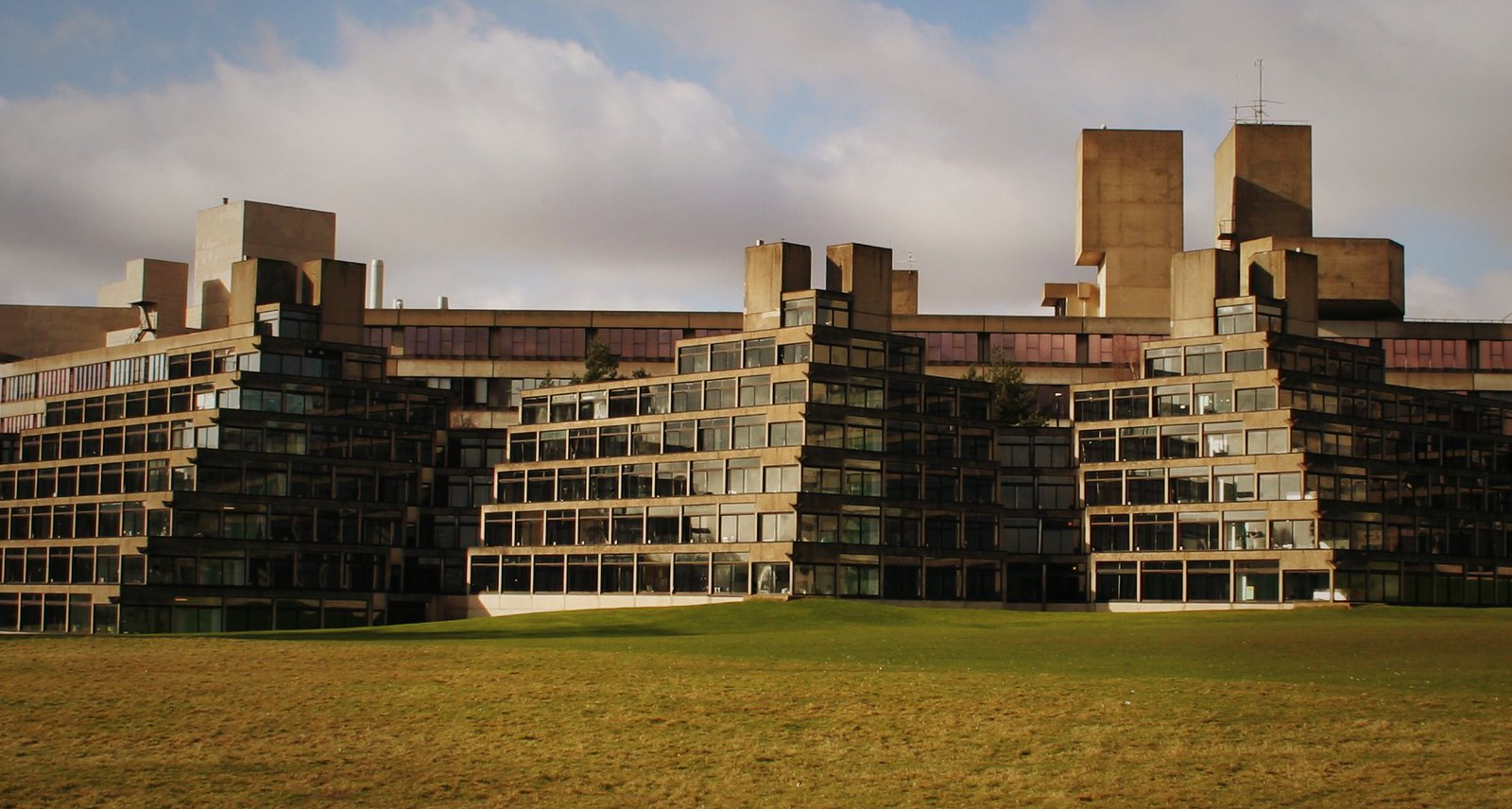
Bauten der University of East Anglia

Der Rest seines architektonischen Schaffens bestand fast ausschließlich in der Planung und Verwirklichung von Bauten für Institutionen und die öffentliche Hand, hauptsächlich Arbeiten für Universitäten. So entwarf Lasdun in den 1960er-Jahren den Campus der neugegründeten University of East Anglia in Norwich (1962), Neubauten für das Christ’s College in Cambridge, die London University im Stadtteil Bloomsbury und die University of Leicester sowie das Sportzentrum der University of Liverpool (1963). Im Jahr 1962/63 lehrte Lasdun als Professor für Architektur an der University of Leeds.

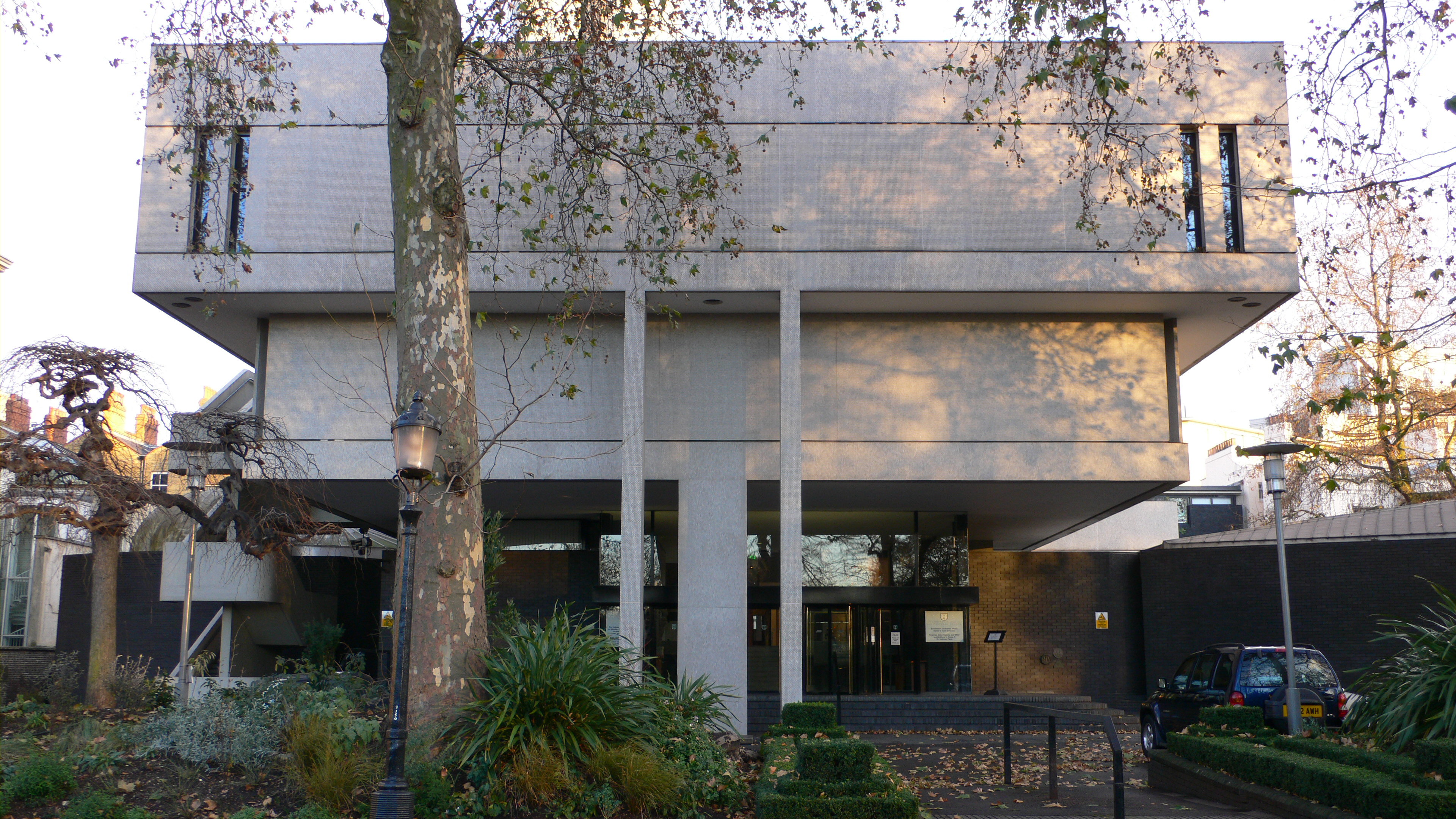
Das Royal College of Physicians, fertiggestellt 1964

Lasduns vorherrschendes Stilmittel bei den Bauten dieser Phase war die Verwendung von Sichtbeton. Das traf auch bei seinen beiden bekanntesten Schöpfungen zu, den Neubauten für das Royal College of Physicians am Londoner Regent’s Park (1964) und für das Royal National Theatre, das zwischen 1967 und 1976 am Südufer der Themse errichtet wurde. Der große Gebäudekomplex, der mehrere Theatersäle verbindet, wurde als ein spätes Beispiel des Brutalismus oft kritisiert. Vielzitiert ist ein Urteil von Prinz Charles, der das Gebäude mit einem Kernkraftwerk verglich. Lasduns Arbeit hat aber auch viele Zusprecher gefunden, die das Royal National Theatre unter die bedeutendsten Werke der Moderne in Großbritannien einreihen. 
Mit dem Gebäude der Europäischen Investitionsbank in Luxemburg schuf Lasdun 1973 sein einziges wichtiges Bauwerk außerhalb Großbritanniens. Pläne für einen Neubau der im Palästinakrieg zerstörten Hurva-Synagoge in Jerusalem blieben unverwirklicht.
Nach der Fertigstellung des Royal National Theatre 1976 wurde Lasdun geadelt. Weitere Ehrungen und Preise umfassen die Verleihung des Titels eines Commander des Order of the British Empire (1965), der Vollmitgliedschaft in der Royal Academy of Arts (1991) und des Order of the Companions of Honour (1995). 
Seit 1954 war Lasdun mit Susan Bendit verheiratet; die beiden hatten zwei Söhne und eine Tochter: den Schriftsteller James Lasdun, den Bildhauer William Lasdun und die Komponistin Louisa Lasdun. Denys Lasdun starb im Januar 2001 im Alter von 86 Jahren in London.

## Bauten (Auswahl)
- 1937: Wohnhaus in Paddington, London
- 1952–55: Bethnal Green, London
- 1958: Apartements am St. James’s Park
- 1962: University of East Anglia, Norwich
- 1964: Royal College of Physicians am Regent’s Park, London
- 1967–76: Royal National Theatre, London
- 1973: Europäische Investitionsbank, Luxemburg
- 1986–91: Milton Gate, London[5][6]